# Julian Ochorowicz
Julian Leopold Ochorowicz, conosciuto anche come Julien Ochorowitz (Radzymin, 23 febbraio 1850 – Varsavia, 1º maggio 1917), è stato un filosofo, psicologo e scrittore polacco esponente del Positivismo in Polonia.

## Biografia

Schema della Ricerca empirica

Nato a Radzymin, nel Distretto di Wołomin, da Julian e Jadwiga Ochorowicz, studiò Scienze naturali a Varsavia, dove si era trasferito con la famiglia nel 1871. Completò però gli studi a Lipsia, in Germania, nel 1874, laureandosi con una tesi intitolata O warunkach świadomości.
Tornato in Polonia, esercitò a Varsavia la professione di caporedattore per il Niwa, un quotidiano molto popolare e apprezzato anche dagli intellettuali per lo spazio dedicato alla Letteratura e alle novità scientifiche, alle quali erano sensibili soprattutto i positivisti, influenzati dal francese Auguste Comte. Mediante gli articoli di questo giornale, scoprì di apprezzare la Filosofia e un grande interesse verso la Psicologia, campo ancora inesplorato e quindi attraente. Erano quelli gli anni degli inizi del grande Sigmund Freud, il padre della psicoanalisi.
Nel 1881 riuscì a diventare professore di Psicologia e Filosofia naturale a Leopoli (oggi Ucraina) e, accresciuta la propria fama, co-direttore dell'Istituto Generale di Psicologia di Parigi (Institut General Psychologique) nel 1907. Tornato nuovamente a Varsavia, fece pubblicare tutti i suoi articoli sulla pedagogico, alcuni dei quali scritti in lingua francese, in un'unica opera intitolata Encyklopedia Wychowawcza (Enciclopedia dell'Educazione).
Ochorowicz fu un pioniere della Ricerca empirica (en: Empirical research) in Psicologia, nonché un appassionato di occultismo, spiritualismo, ipnotismo, telepatia: insomma di tutta la parapsicologia in generale. Come lui, altri psicologi cercarono di comprendere questi fenomeni, ad esempio lo statunitense William James, tra l'altro suo contemporaneo. Partecipò dunque a numerose sedute spiritiche, assieme alla medium italiana Eusapia Palladino e il celebre scrittore Bolesław Prus (pseudonimo di Aleksander Głowacki).
Come filosofo pubblicò alcuni trattati tra i quali Wstęp i pogląd ogólny na filozofię pozytywną (Un'introduzione alla comprensione della Filosofia positivista) nel 1872 e Jak należy badać duszę? (Come si dovrebbe studiare l'anima?) nel 1869; come poeta una raccolta intitolata Przegląd Tygodniowy, firmata con lo pseudonimo Julian Mohort.

## Opere (titoli in Polacco)
- 1872 - Wstęp i pogląd ogólny na filozofię pozytywną
- 1869 - Jak należy badać duszę? Czyli o metodzie badań psychologicznych
- 1870 - Miłość, zbrodnia, wiara i moralność. Kilka studiów z psychologii kryminalnej
- 1876 - Z dziennika psychologa
- 1877 - O twórczości poetyckiej ze stanowiska psychologii
- 1898 - Wiedza tajemna w Egipcie (opowiadanie historyczno-przyrodnicze); Istota bytu (legenda historyczno-filozoficzna)
- 1911 - Układ genetyczny pierwiastków
- 1917 - Psychologia, pedagogika, etyka. Przyczynki do usiłowań naszego odrodzenia narodowego